# 一般言語学講義
一般言語学講義 (フランス語: Cours de linguistique générale) は、フェルディナン・ド・ソシュールが1906年から1911年にかけて行った講義の内容を、シャルル・バイイとアルベール・セシュエが編集し出版された本である。ソシュールの死後1916年に出版され、20世紀前半にヨーロッパ、アメリカで栄えた構造主義言語学の起こりと一般にみなされている。
ソシュールは特に比較言語学に興味を持っていたが、一般言語学講義ではより一般的に適用できる構造主義理論を発達させている。ソシュール自身の手稿を含んだ原稿が1996年に見つかり、Writings in General Linguisticsとして出版されている。
本記事では、ソシュールがジュネーブ大学で行った講義と区別するため、バイイとセシュエが編集した本「一般言語学講義」を『講義』と記す。

## 講義
ソシュールがジュネーブ大学で教鞭をとっていたのは1891年から1912年までの21年間だが、一般言語学についての講義を行ったのは1907年、1908-1909年、1910-1911年の僅か3回しかない。この3回の講義も、ジュネーブ大学の言語学教授ヴェルトハイマーの退官のため任命されたものを、嫌々引き受けたものである。

### 第1回講義(1907年)
第1回の講義は1907年1月16日から7月3日の間に行われた。ジュネーブ大学が一般言語学の講座にソシュールを任命したのは1906年12月8日であり、準備に与えられた時間は短かった。出席者は6人であった。講義の内容をうかがえるのは、リードランジュのノートと、カイユの速記録からである。
講義は大きく分けて、「序論」と「第一部」の進化言語学から成る。「序論」では、まず旧来の言語学からソシュールが言語学ではないと考えるものを除外する。その上で言語には「静態的な側面」と「進化的な側面」の2つがあるとする。「進化的な側面」は捉えるのに技術の習得が必要ないため、「進化的な側面」の研究から言語学の説明を行うのがよいとして、「第一部」の進化言語学に移る。
「第一部」進化言語学は、4つの部分、「音韻変化」「類推的変化」「印欧語族の内的、外的歴史の概観」「再建的方法とその価値」から成る。この内、「類推的変化」が第一回講義の主題となっている。

### 第2回講義(1908-1909年)
第二回講義は1908年11月第一週から、1909年6月24日にかけて行われた。出席者は11人で、そのうちの5人の記録が残っている。

### 第3回講義(1910-1911年)
第三回講義は1910年10月28日から、1911年7月24日にかけて行われた。出席者は12人で、そのうちの4人の記録が残っている。

## 成立
ソシュールはメイエに宛てた1894年1月の手紙の中で、一般言語学についての本を計画していることを述べている。だがその困難さのためかこの本を実際に形にすることはなく、1893年から1894年にかけて僅か6ページを書くにとどまった。1894年より後は一般言語学についてはほとんど手を付けなかったと考えられていたが、1996年にソシュール家の倉庫から多くの草稿が発見され、ソシュールが研究を続けていたことがわかった。いずれにせよ、ソシュールの計画した本が、『講義』という本にそのままなったわけではない。
『講義』はソシュールが1907年から1911年にかけて行った3回の講義の内容をバイイとセシュエがまとめたものであるが、この2人は3回のいずれの講義にも出席していない。2人は授業に出席できなかったことを悔やみ、ソシュールの講義を一つの本にまとめて形に残すことにした。しかし、ソシュールの講義は整然と言語学を論じるものではなかったため、2人は出席した学生から集めた講義ノートをそのまま本として刊行するのは不適切と考え、ソシュールが以前に書いた草稿などとまとめて大きな編集を施し、出版することにした。
ソシュールは一般言語学の講義が終わるたびに、準備した走り書きを破り捨てており、これを参考にすることはできなかった。バイイとセシュエが参照したソシュールの草稿は、1894年前後のものを中心にしており、そのうち主要なものは3つある。「形態論」と題された講義の序論と思われるノート、上述の一般言語学についての本の草稿、ホイットニーに向けた追悼論文である。2人はこれらを断片的に利用しつつ、比較的バランスの取れていた第3回講義を元にして、1916年に一般言語学講義を刊行した。
ソシュールの講義ノートをそのままには刊行しないというバイイとセシュエの方針には、同じソシュールの弟子であったルガールが反対していた。『講義』の刊行から3年経った1919年、一般言語学講義にはソシュールの講義が持っていた魅力が欠けており、講義ノートをそのまま刊行してソシュールの思想を忠実に伝えたほうがよかったのではないか、と述べている。

## 影響

### スイス・ドイツ語圏
スイスにおけるソシュールの影響は直接的ではあったが、ジュネーブ大学を中心とした「ジュネーブ学派」に限定されていた。スイスのドイツ語圏のほとんどは批判的であり、例えばヴァルトブルクは、通時的な研究と共時的な研究は両立し得ないというソシュールの主張を幻想だとし、これら2つを統一して扱う必要があると主張している。
『講義』の編集を行ったバイイとセシュエを始めとし、ソシュールの教えを受けた研究者たちは、単なる教え子にはとどまらず、『講義』の内容形成そのものに関わっていることが指摘できる。例えば丸山圭三郎は、ソシュールのパロールの概念にバイイの文体論が影響していることは間違いないとしているし、セシュエの理論がソシュールに影響を与えたことをウンデルリが指摘している。
1931年にロンメルが『講義』をドイツ語訳すると、ドイツからも反応があったが、多くは厳しい批判であった。ドイツのみならず世界から届く批判に対して、『講義』を文献学的に批判することでこれに答えようとする動きが第二次世界大戦あたりからジュネーブ学派から見られるようになる。その中では特にゴデルの「F. ド・ソシュール一般言語学講義原資料」(1957)は現在のソシュール研究の出発点となった点で大きな価値がある。エンゲラーの「校訂版」(1967-1974)も注目される。

### フランス
フランスでのソシュールの影響は、言語学のみにとどまらず、様々な分野に及んでいる。
ソシュールのパリ時代の弟子であり、後には友人となったアントワーヌ・メイエは、ソシュールの印欧語学者には心酔していたが、『講義』に関しては消極的な評価をするにとどまった。一方メイエの弟子エミール・バンヴェニストは印欧語学を言語哲学にまで発展させたが、その過程には『講義』が大きな影響を与えている。アンドレ・マルティネが『講義』を精密に発展させた点で高く評価される。

### 日本
1922年に神保格が『講義』を初めて紹介し、1928年には小林英夫が「言語学原論」というタイトルで翻訳を刊行している。これは『講義』の翻訳としては世界初であった。1920年代、日本の言語学では研究の指針と成るものを求めており、小林の翻訳した『講義』はたちまちに普及した。言語学にとどまらない分野においての日本のソシュール理解においても、小林の訳業が大きな影響を与えている。
時枝誠記が著書「国語学原論」内でソシュールの言語認識を批判したのを起こりとして、1940年から60年代にかけて続く時枝論争が発生する。『講義』を文献学的に検証することはなく、小林の翻訳のみを参照していることもあったため、現在からすると無意味な論点が多くある。しかし、現在においてもソシュール研究の手がかりとなる点も多い。
1960年代後半からは、言語学にとどまらない広い分野でソシュールの思想が論じられるようになる。講義ノートやソシュールの残した草稿を直接参照した海外のソシュール研究が日本にも多く紹介され、日本の学界でもソシュールの原典にあたる研究者が現れ始めている。